# Alfred Leitner
Alfred Leitner (Zagreb, 29. veljače 1908. – Klenovnik, 21. ožujka 1987.) je bio hrvatski ekonomist, pravnik i bibliotekar.

## Karijera
Diplomirao i doktorirao ekonomske i komercijalne znanosti 1931., a pravne znanosti 1933. u Zagrebu. Godine 1934. – 1948. predavao je enciklopediju prava, građansko i privredno pravo, narodno gospodarstvo i financijalnu znanost na Ekonomsko-komercijalnoj visokoj školi, odnosno na Ekonomskome fakultetu u Zagrebu, gdje je potom bio bibliotekar (1948. – 1968.) i upravitelj Odjela za biblioteku i dokumentaciju (1968. – 1979.). S područja prava objavio je knjigu "Uvod u studij poreznog prava" (1939.), jedno od prvih djela o poreznom pravu u Hrvatskoj, a s područja bibliotekarstva brošuru "Univerzalna decimalna klasifikacija" (1957.).